# Teresa Indebetou Band
Teresa Indebetou band är en svensk jazztrio från Göteborg. Bandet har släppt fyra skivor på skivbolaget Imogena Records.
Trion har under 2015 varit på turné via projektet "Pulsslag" genom Svensk Jazz.

## Diskografi
- 2010 – Flowing
- 2012 – Cooking
- 2014 – Present
- 2017 – Cities